# Kaakkurijärvet (sjö i Enare, Lappland, Finland)
Kaakkurijärvet eller Kurikkajärvi är en sjö i Finland. Den ligger i kommunen Enare i landskapet Lappland, i den norra delen av landet, 1 000 km norr om huvudstaden Helsingfors. Kaakkurijärvet ligger 121,8 meter över havet. Arean är 51,8 hektar och strandlinjen är 5,94 kilometer lång. Sjön  ingår i Pasvik älvs huvudavrinningsområde. 